# Cessna 185
El Cessna 185, también conocido como Skywagon, es un avión ligero de propósito general monomotor de seis plazas fabricado por Cessna. El primer prototipo voló en julio de 1960 y la producción en serie del primer modelo comenzó en marzo de 1961. El Cessna 185 es un avión de grandes alas con un tren de aterrizaje convencional no retráctil y una rueda auxiliar de cola.

## Historia
Hasta el cese de la producción en 1985 se fabricaron unos 4400. Dos factores provocaron dicho cese: por un lado el fin del boom vivido por la aviación tras la Segunda Guerra Mundial en los Estados Unidos, y por otro la idea cada vez más extendida entre las compañías de seguros de que los aviones con rueda auxiliar trasera suponían un mayor riesgo por sus características de manejo en los despegues y aterrizajes. Cuando Cessna reintrodujo algunos de sus modelos más populares en los 90, los modelos de rueda auxiliar de cola Cessna 180 y 185 no fueron recuperados y pasaron a los libros de la historia de la aviación.

## Características
El 185 es básicamente un Cessna 180 de fuselaje alargado. La principal diferencia entre los dos modelos son los motores: el Cessna 185 montaba un motor Continental IO-520-D de 224 kW (300 hp) de potencia, mientras que el 180 montaba un Continental IO-470-F de 172 kW (230 hp). Hasta mediados de 1966 se montaba otra variante Continental de 194 kW (260 hp). El posterior modelo Skywagon II también incorporaba una aviónica adaptada en fábrica.
El Skywagon podía ser equipado con flotadores normales o anfibios y con esquís. El avión podía ser modificado para su uso como fumigador añadiéndole un pulverizador. También era posible adaptar un compartimento en la parte inferior del fuselaje que le permitía transportar una carga extra de 136 kg (300 lb).
Como parte del Programa de Asistencia de las Fuerzas Armadas de los Estados Unidos, la Fuerza Aérea le adjudicó a Cessna la fabricación de aviones Skywagon para transporte internacional. Sus denominaciones militares fueron U-17A y U-17B.
El 180 y el 185 son muy utilizados para el transporte comercial de personas y carga a lugares extremos como los desiertos del Sahara o Australia o los lagos accesibles de las tundras de Canadá y Alaska (bush flying).
La Organización Internacional de Aviación Civil (ICAO) designa este avión en los planes de vuelo como C185.

## Operadores

### Operadores militares

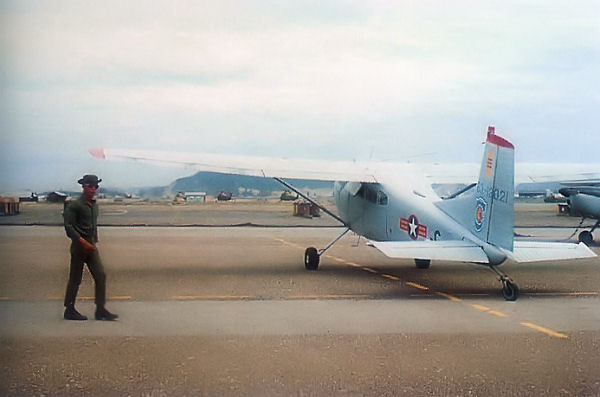
Cessna U-17A de la Fuerza Aérea de Vietnam (VNAF) en la base aérea de Nha Trang.

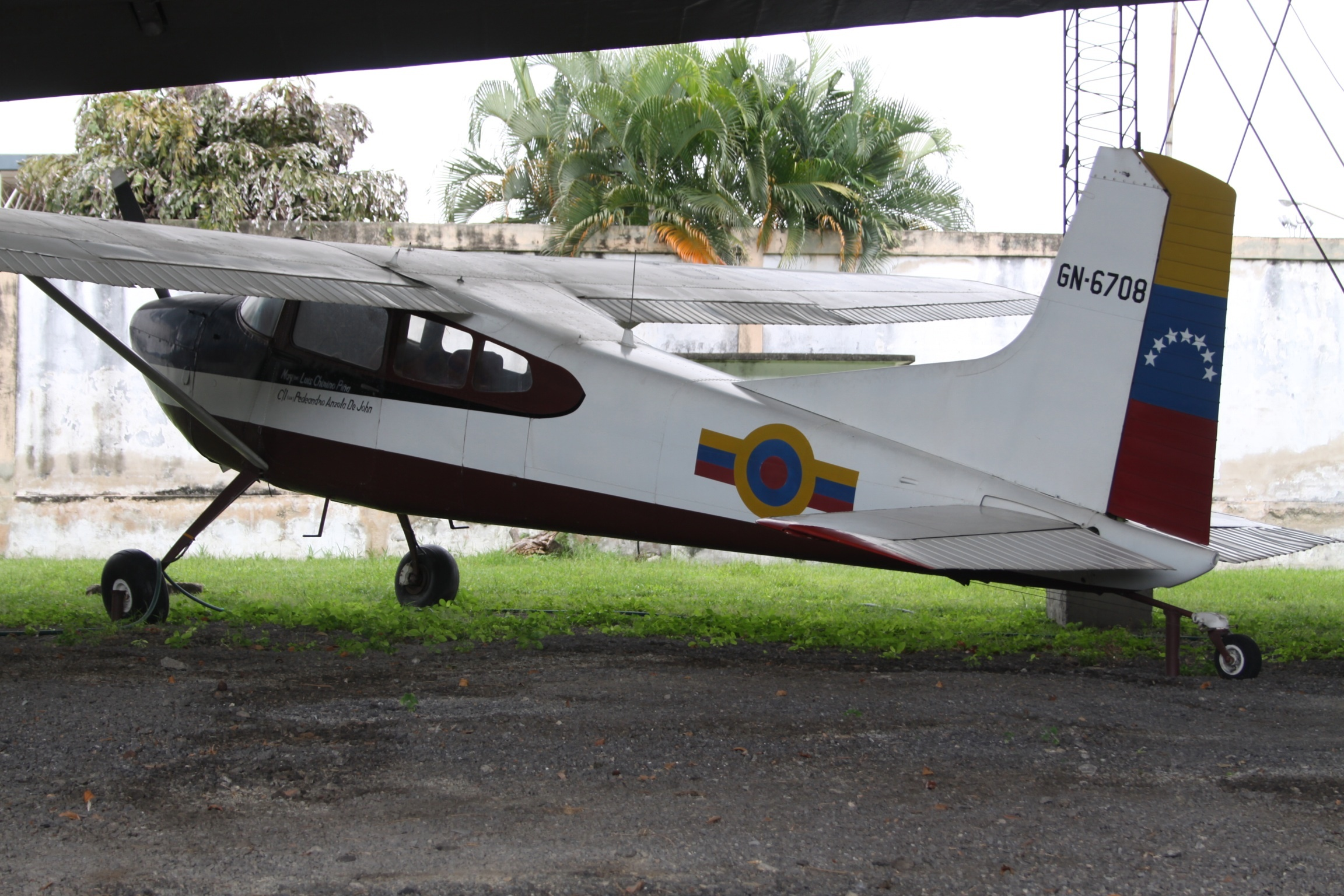
Cesna 185 en el Museo Aeronáutico de Maracay, Venezuela.

Bolivia Fuerza Aérea Boliviana
 Filipinas Fuerza Aérea de Filipinas
 Grecia Fuerza Aérea Helénica
 Irán Fuerza Aérea de la República Islámica de Irán
 NicaraguaFuerza Aérea del Ejército de Nicaragua
 PanamáFuerza Aérea Panameña (-1989)
 Paraguay Paraguay
 Perú Fuerza Aérea del Perú
 Tailandia Real Fuerza Aérea Tailandesa
 Turquía Fuerza Aérea Turca
 Uruguay Fuerza Aérea Uruguaya
 Argentina Fuerza Aérea Argentina
 Honduras Honduras
 Venezuela Aviación Militar Bolivariana

## Especificaciones (Cessna 185 II de 1978, terrestre)

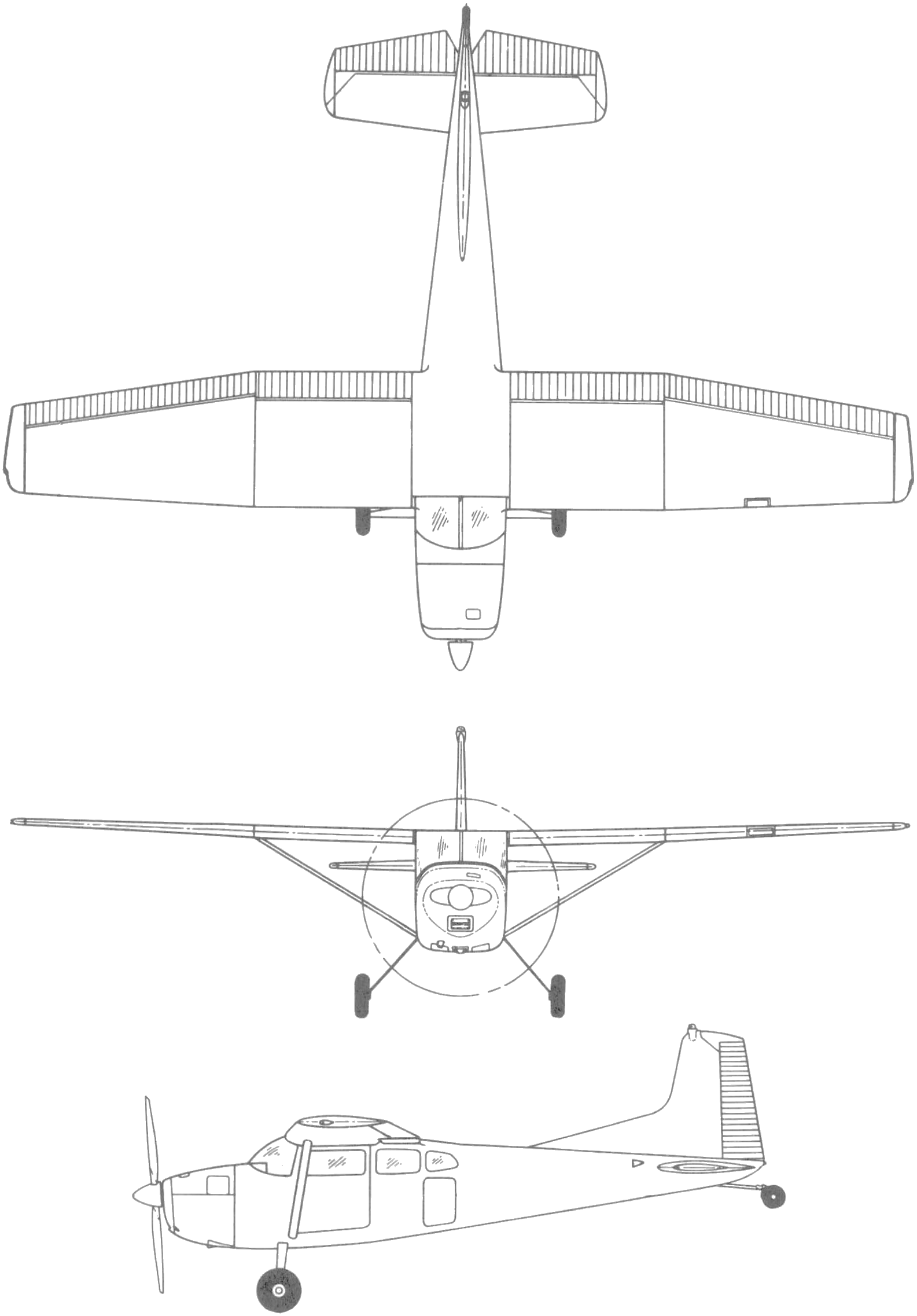
Cessna U-17A

Referencia datos: Cessna Aircraft Company

### Características generales
- Tripulación: Uno (piloto)
- Capacidad: 5 pasajeros
- Longitud: 7,9 m (25,8 ft)
- Envergadura: 10,9 m (35,8 ft)
- Altura: 2,4 m (7,7 ft)
- Superficie alar: 16,2 m² (173,9 ft²)
- Peso vacío: 725 kg (1597,9 lb)
- Peso máximo al despegue: 1520 kg (3350,1 lb)
- Planta motriz: 1×  Continental Motors IO-520-D.
  - Potencia: 218 kW (301 HP; 296 CV)

### Rendimiento
- Velocidad nunca excedida (Vne): 287 km/h (178 MPH; 155 kt) en m s. n. m.
- Alcance: 1061 km (573 nmi; 659 mi)
- Alcance en combate: km
- Techo de vuelo: 5227 m (17 150 ft)
- Régimen de ascenso: 5,1 m/s (1004 ft/min)

### Especificaciones según versiones
| Versiones / dato    | Long. (m) | Alt. (m) | P. vacío (kg) | MTOW (kg) | Vno (km/h) | Alc. (km) | Techo (m) | Asc. (m/s) | C. alar (kg/m²) |
| Versión esquíes:    |           |          | 792           |           | 252        | 957       |           |            |                 |
| Versión flotadores: | 8,23      | 3,71     | 866           | 1.506     | 261        | 933       | 5.000     | 4,88       | 93,3            |
| Versión anfibia     |           |          |               |           |            |           |           |            |                 |
| Tierra:             | 8,38      | 3,86     | 982           | 1.481     | 251        | 893       | 4.700     | 4,93       | 91,8            |
| Agua:               |           |          |               | 1.406     |            |           |           |            |                 |

### Desarrollos relacionados
- Cessna 180

### Secuencias de designación
- Secuencia Numérica (interna de Cessna): ←  177 - 180 - 182 - 185 - 187 - 188 - 190 →
- Secuencia U-_ (Aviones Utilitarios estadounidenses, 1962-presente): ← U-10 - U-11 - U-16 - U-17 - U-18 - U-19 - U-20 →

### Listas relacionadas
- Anexo:Aeronaves de la Fuerza Aérea de los Estados Unidos (históricas y actuales)